# Juan Francisco Rodríguez Márquez
Juan Francisco Rodríguez Márquez (Almería, 12 de noviembre de 1949 – 16 de abril de 2019) fue un boxeador español, el cual participó en los Juegos Olímpicos de 1972 y Juegos Olímpicos de 1976.

## Competiciones
- Juegos Olímpicos de Verano
  - Boxeo en XX JJ. OO. Múnich 1972
    - España (ESP) - México (MEX) (Alfonso Zamora) (ESP 1 - MEX 4) / Categoría: 56 kg (Gallo (Bantam)) Hombres / Eliminación: Cuartos de final

  - Boxeo en XXI JJ. OO. Montreal 1976
    - España (ESP) - Estados Unidos de América (USA) (Charles Mooney) (ESP 1 - USA 4) / Categoría: 56 kg (Gallo (Bantam)) Hombres / Eliminación: Segunda ronda